# One World Project
One World Project ist ein Bandprojekt britischer Popmusiker, das im Jahr 2005 ins Leben gerufen wurde. Ziel des Projekts ist die Sammlung von Spendengeldern für die Opfer der Flutkatastrophe im Indischen Ozean vom 26. Dezember 2004.
Gemeinsam entstand die Single Grief Never Grows Old, die von dem britischen Radio-DJ Mike Read geschrieben und von Steve Levine produziert wurde. Sie wurde am 24. Januar 2005 veröffentlicht und erreichte Platz 4 der britischen Singlecharts. Zuvor hatte am 22. Januar 2005 im Millennium Stadium von Cardiff ein Benefizkonzert stattgefunden.

## Mitglieder
Mitglieder des Projekts waren: Sir Cliff Richard, Barry Gibb, Robin Gibb, Brian Wilson, Boy George, Russell Watson, Steve Winwood, Jon Anderson, Dewey Bunnell, Gerry Beckley. Als Musiker sind Bill Wyman, Rick Wakeman, Gary Moore, Hank Linderman und Kenney Jones zu hören. Den Hintergrundgesang steuerten Jeffrey Foskett und Randell Kirsch bei.